# Łysa Góra (Wysoczyzna Lubartowska)
Łysa Góra – wzgórze we wsi Chrząchów (gmina Końskowola) o wysokości 180,2 m n.p.m.
Wzgórze znajduje się na polach wsi Chrząchów, pomiędzy biegnącą przez wieś drogą gminną a obecną drogą wojewódzką 874 (dawniej drogą krajową nr 12).